# École han
 (août 2019).
Si vous disposez d'ouvrages ou d'articles de référence ou si vous connaissez des sites web de qualité traitant du thème abordé ici, merci de compléter l'article en donnant les références utiles à sa vérifiabilité et en les liant à la section « Notes et références ».

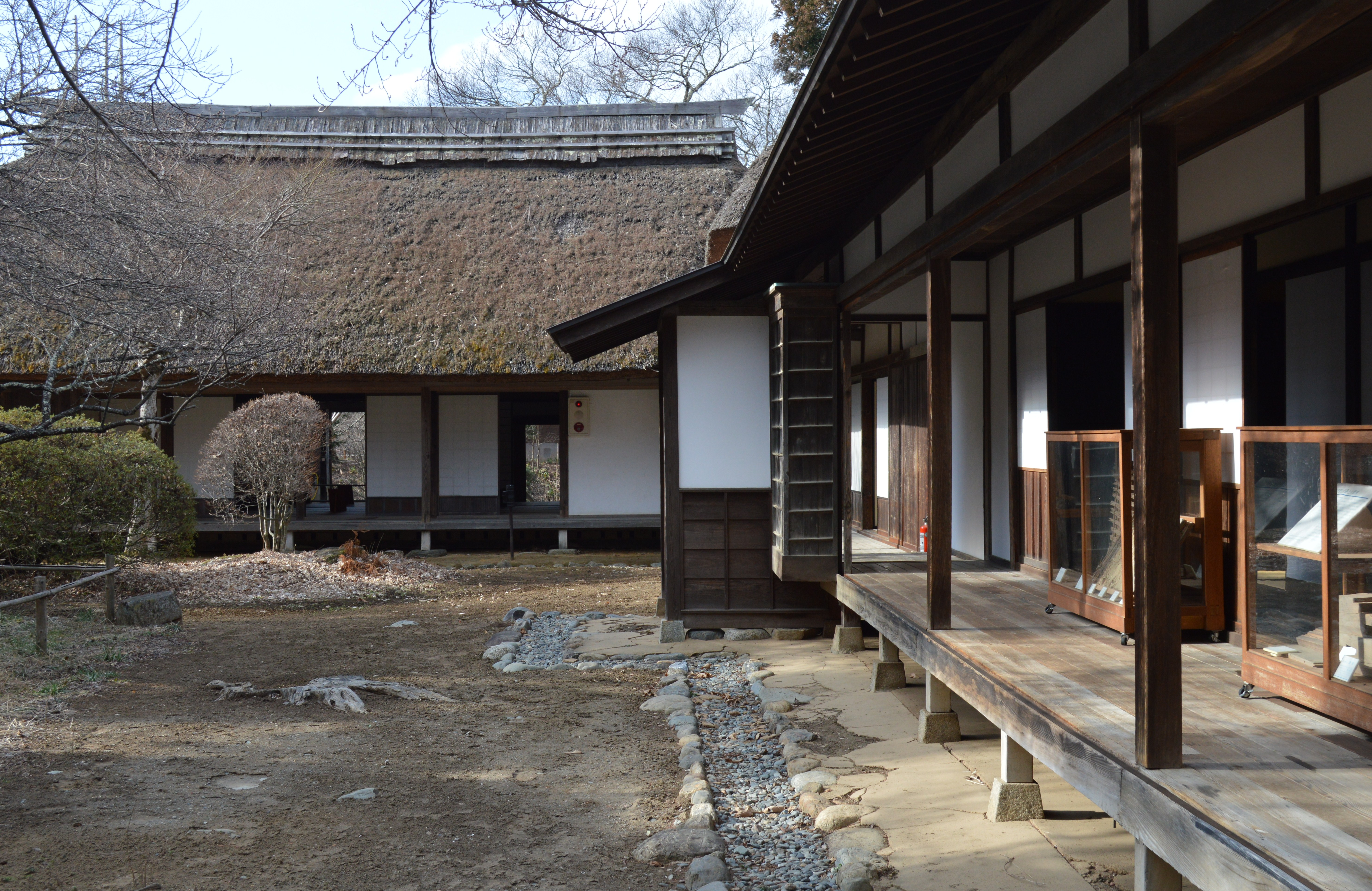
Shintokukan est une école han de la préfecture de Nagano qui a ouvert ses portes en 1860.

L'école han (藩校, hankō) est une institution domaniale de l'époque d'Edo du Japon, à l'origine établie pour instruire les enfants des daimyos (seigneurs féodaux) et leurs serviteurs dans les domaines féodaux (han) en dehors de la capitale. Ces établissements sont également connus sous les termes « hangaku »,  ou « hankō ».

## Description
Les écoles han existent jusqu'en 1871, quand les domaines sont supprimés après la restauration de Meiji de 1868. Elles sont d'abord des écoles d'études confucéennes pour l'éducation de l'élite samouraï et l'enseignement est exclusivement destiné aux enfants de cette classe. Plus tard, des enfants d'autres classes sociales sont cependant admis et le programme d'études des classiques confucéens est élargi pour inclure les études japonaises classiques (kokugaku), la médecine et les diverses matières occidentales (rangaku), y compris les mathématiques, l'astronomie, l'art militaire et la balistique. Les étudiants entrent à sept ou huit ans et sortent généralement entre quinze et vingt ans. Dans les années 1860, il y a environ 255 écoles han dans tout le pays.
Les écoles han, les plus nombreuses dans les régions rurales, sont semblables et en parallèle des terakoya ou « temple-école » qui eux dominent dans les principaux centres urbains, Edo, Osaka et Kyoto. La différence principale entre les deux systèmes est que les écoles han sont des établissements publics gérés par leur domaine respectif et que les terakoya sont des établissements privés gérés par les temples bouddhistes locaux.
Quelques écoles han célèbres : Nisshinkan du domaine féodal d'Aizu, Kōdōkan de Mito, et Meirindō de la ville de Sendai.